# Ratman

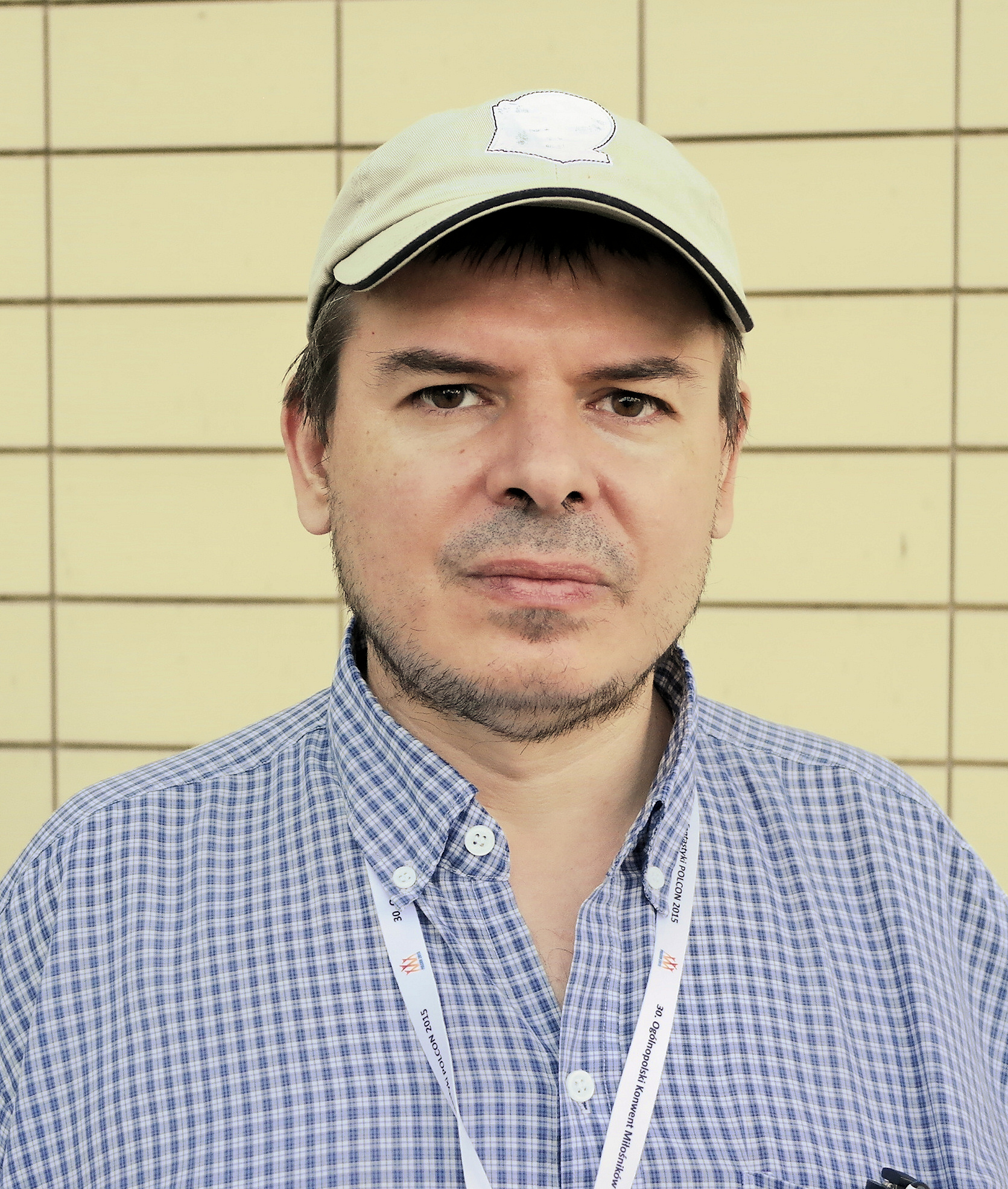
Tomasz Niewiadomski, twórca Ratmana (2015)

Ratman – seria nieregularnych pasków komiksowych i albumów (oraz jej główny bohater) autorstwa Tomasza Niewiadomskiego. Pierwszy odcinek opublikowany został w „Nowej Fantastyce” 9/1994, której redakcja chciała wykreować własnego bohatera i serię o jego przygodach. Cykl ukazywał się także na łamach „Czasu Fantastyki” oraz w innych miejscach. Scenariusze do komiksu oprócz Niewiadomskiego pisali m.in. Grzegorz Janusz oraz Maciej Parowski. Jest jedną z najbardziej popularnych polskich serii komiksowych stworzonych po wydarzeniach Okrągłego Stołu.

## SeriaRatman
Ratman wpisuje się w trend dekonstrukcji komiksu superbohaterskiego oraz komiksu satyrycznego. W paskach i albumach liczne są nawiązania do innych dzieł kultury wysokiej i popularnej, a same perypetie bohatera oraz pojawiające się postacie często są pastiszem lub parodią znanych dzieł, bohaterów literackich i komiksowych czy prawdziwych osób. Niewiadomski i Janusz tworzą historie purnonsensowe, surrealistyczne i ironiczne. Seria ma formę pasków publikowanych w różnych periodykach, zebranych potem w wydania zbiorcze, oraz samodzielnych albumów z dłuższymi historiami.

## Postać Ratmana
Zgodnie z historią z paska Genesis, Ratman to efekt pomieszania cząsteczek Myszki Miki, profesora X i szczura w wyniku wybuchu atomowego. Monika Michalczyk określa Ratmana mianem antybohatera i porównuje go do postaci Orient Mena Tadeusza Baranowskiego, nazywając kontynuatorem. Podobną charakterystykę przypisuje mu Tomasz Żaglewski, wskazując również jako kontynuatora Orient Mena i stawiając w jednym rzędzie z takimi postaciami jak Wilq Superbohater braci Bartosza i Tomasza Minkiewiczów, Likwidator Ryszarda Dąbrowskiego czy Człowiek-paroovka Marka Lachowicza. Nazywa takie postacie „postbohaterami”, nawiązując do nurtu dekonstrukcyjnego obecnego w komiksie od przełomu lat 70. i 80. XX wieku.

## Publikacje
Ukazały się następujące wydania zbiorcze pasków i albumy z Ratmanem:
- Ratman. O obrotach dział niebieskich – wydawnictwo Kultura Gniewu, 2003, ISBN 83-908907-7-1
- Ratman. Marsjanie z globalnej wioski – wydawnictwo Nowy Świat, 2004, ISBN 83-7386-086-X
- Ratman. Terror na wizji – Karton, 2010
- Ratman. Gdzie jest Lord Kox? – Centrala, 2014 ISBN 978-83-63892-35-7
- Ratman. Kilka krótkich historii – 2016

## Wystawy
- 20 lat Ratmana – wystawa indywidualna w ramach Międzynarodowego Festiwalu Kultury Komiksowej LIGATURA, Tłusta Langusta, Poznań, 2014[9]
- Komiks i Satyra – wystawa prac Janusza Christy, Tadeusza Baranowskiego, Tomasza Niewiadomskiego – wystawa zbiorcza w ramach Festiwalu Kultury Popularnej DwuTakt, Galeria Artus w Dworze Artusa, Toruń, 2016 (segment Niewiadomskiego poświęcony w całości Ratmanowi)[10]

## Nagrody
- I nagroda w kategorii profesjonalistów w konkursie MFKiG za pracę A.D. 2019, 2005[11][12]